# آل عيشي
آل عيشي هي قرية في محافظة بارق الفرعية في محافظة عسير, المملكة العربية السعودية. تقع على ارتفاع 420 مترًا (1.380 قدمًا) ويبلغ عدد سكانها 1000 نسمة.

## اقرأ أيضاً
- قائمة مدن السعودية
- قائمة المناطق الإدارية السعودية